# 艾琳娜·恩金尼爾
艾琳娜·恩金尼爾（英語：Aryana Engineer, 2001年3月6日—─)，是加拿大的一位女演員，也是一名童星，她因在電影2009年《孤兒怨》中飾演麥絲·柯曼而當紅。

## 生平
恩金尼爾出生於加拿大溫哥華，她患有聽障，但她對美國式手語和唇語都很流利，也因此賦予本片中的耳聾角色麥絲·柯曼有很棒的真實感，她也喜歡跳舞，尤其是爵士舞和芭蕾舞。

## 電影
- 2009年《孤兒怨》
- 2012年《惡靈古堡5：天譴日》

## 外部連結
- 艾琳娜·恩金尼爾在互联网电影资料库（IMDb）上的資料（英文）
- 艾琳娜·恩金尼爾的X（前Twitter）